# Erzbischöfliche Tagesheimschulen Pullach
Die Erzbischöflichen Tagesheimschulen Pullach sind neben dem Staatlichen Gymnasium Pullach, der Josef-Breher-Mittelschule und der Grundschule Pullach eine von drei Bildungseinrichtungen in Pullach im Isartal sowie die älteste Ganztageseinrichtung in Bayern. Die nach Pater Rupert Mayer benannte Schule gliedert sich in das Pater-Rupert-Mayer-Gymnasium Pullach, eine Realschule, eine Volksschule und eine Kindertagesstätte. Die private Schule befindet sich in den Gebäuden des ehemaligen jesuitischen Berchmanskollegs. Es befindet sich in der Trägerschaft des Erzbistums München und Freising.

## Geschichte

### Die Gründerjahre des Berchmanskolleg (1923–1932)
Nach der Aufhebung des Jesuitengesetzes 1917 und der Rückkehr der Jesuiten nach Deutschland wurden angesichts der Raumnot im Ignatiuskolleg in Valkenburg 1922 der Bau eines eigenen Studienhauses im Landkreis München beschlossen. Das Projekt erhielt den Namen Berchmanskolleg. Im Jahr 1923 wurde das Grundstück an der Wolfratshauser Straße erworben, sodass bereits 1924 die Grundsteinlegung erfolgen konnte. Nach einer Bauzeit von etwa zwei Jahren konnte das Hauptgebäude am 31. Januar 1926 durch Kardinal Faulhaber offiziell eingeweiht werden. 1932 wurde das Berchmanskolleg als philosophische Fakultät anerkannt.

### Die Zeit der Verfolgung und des Krieges (1933–1945)
Ab 1935 wurde das Kolleg aufgrund einer geheimen Anweisung durch Gestapo verstärkt überwacht. Dadurch stieg der Verfolgungsdruck auf die Jesuiten, besonders auf Pater Lothar König, Pater Alfred Delp und Pater Rupert Mayer. Im Jahr 1939 erfolgte die Beschlagnahmung des Berchmanskolleg und der Ausbau zum Hilfskrankenhaus. Am 6. und 7. September 1943 ereignete sich ein verheerender Angriff der britischen Luftstreitkräfte auf das Kolleg, wodurch das Dach und Teile des Hauptgebäudes komplett zerstört wurden. Der Wiederaufbau wurde bis Weihnachten 1943 abgeschlossen, ein Großteil des Studienbetriebs jedoch wurde ausquartiert.

### Vom Berchmanskolleg zum katholischen Familienwerk KFW (1945–1971)
Nach Kriegsende nahm das Kolleg wieder seinen regulären Betrieb auf. 1948 gründete Marga Müller den Verein „Katholisches Familienwerk“ (KFW) und eröffnet in Schwabing einen Kindergarten. Später werden eine Volksschule (1953), eine Realschule und ein Gymnasium (beide 1962). Im Jahr 1969 kaufte das Katholische Familienwerk mithilfe des Erzbistums München und Freising das Berchmanskolleg und verlegte das Gymnasium und die Realschule dorthin. In den darauffolgenden Jahren erhielten sowohl das Gymnasium (1973) als auch die Realschule (1974) die staatliche Anerkennung.

### Das katholische Familienwerk in Pullach
1976 zerstörte ein Großfeuer, verursacht durch Brandstiftung, Dreiviertel des Dachgeschosses und damit einen Großteil des Realschultagesheimes, welches anschließend wieder aufwändig restauriert wurde. Seinen heutigen Namen erhielt das Gymnasium im Jahr 1978. Im Jahr 1993 löst sich das KFW auf und die Erzdiözese München und Freising übernimmt die Trägerschaft der Schulen.

### Tagesheimschulen der Erzdiözese München und Freising (ab 1994)
Ab 2001 wurde damit begonnen, die Grundschule und die Realschule auszubauen, um die Kapazität der Schule zu erhöhen.
2004 erfolgte die Renovierung des sogenannten Jesuitentraktes. Dort entstanden für 7,5 Mio. Euro auf 14.000 m² eine neue Bibliothek, ein Kunstsaal, mehrere Musiksäle, Lehrerzimmer und eine große Aula.

## Die Schule heute
Im Jahr 2013 reichte das Gymnasium im Kultusministerium den Antrag ein, einen naturwissenschaftlich-technologischen Zweig einrichten zu dürfen. Die Einrichtung erfolgte zum Schuljahr 2014/15.
Im März 2014 veröffentlichte das Erzbischöfliche Ordinariat Pläne, welche einen Neubau von Krippe, Kindergarten und Volksschule vorsehen. Die geplanten Gebäude entstehen südlich der 1997 erbauten Turnhalle. Mit dem Bau wurde im Frühjahr 2015 begonnen und wird voraussichtlich zum Schuljahr 2016/17 bezugsfertig sein.
Das gesamte Schulareal umfasst zirka dreizehn Hektar und schließt auch einen Teil des angrenzenden Waldes mit ein. Im Norden des Schulgeländes (auf der sogenannten Waldwiese) befinden sich zwei Fußballplätze.

### Gebäude
Das Hauptgebäude wurde ursprünglich als U-förmige Flügelanlage geplant, aufgrund von Geldmangel wurde jedoch nur der südliche Flügel realisiert. Es besteht aus einer dreigeschossigen Zweiflügelanlage mit Mansardwalmdächern, Gauben und Putzgliederungen im reduzierten neobarocken Stil. Der 112 m lange Hauptflügel wird in der Mitte durch einen Turmrisalit geteilt, in dessen Turm sich ein Wasserreservoir für die Trinkwasserversorgung des Pullacher Gemeindegebietes befindet. Das Zentrum des heutigen Baus bildet die Schulkirche im neoromanischen Stil.
Südlich des Hauptgebäudes befindet sich eine 1997 erbaute Dreifachturnhalle, welche sowohl durch die Schule, als auch durch Pullacher Vereine genutzt wird. Eine weitere, kleine Turnhalle befindet sich nördlich im Anschluss an die Kirche.

## Gymnasium
- - neusprachlicher Zweig mit Sprachenfolge L-E-F oder E-L-F
  - naturwissenschaftlich-technologischer Zweig

## Realschule
Sie hat etwa 230 Schüler. Ab der 7. Jahrgangsstufe werden den Schülern folgende Ausbildungsschwerpunkte (Wahlpflichtfächergruppen) angeboten:
- Wahlpflichtfächergruppe I: mathematisch-naturwissenschaftlicher Zweig
- Wahlpflichtfächergruppe II: wirtschaftlich-kaufmännischer Zweig

## Volksschule
Sie hat etwa 340 Schüler.

## Kindergarten

### Partnerschaften
seit 1994: Bishop W. Hunold Memorial High School in Kutela/Indien (Gymnasium)
seit 1996: Collège et Lycée d’Enseignement Général et Technologique Notre-Dame de la Compassion in Pontoise/Frankreich (Gymnasium)

## Persönlichkeiten
- Otto Pfülf (1856–1946), Jesuit und Buchautor, Spiritual am Berchmannskolleg 1932–1946; hier beigesetzt.
- Alois Grillmeier (1910–1998), Jesuit, Hochschullehrer, Kardinal, hier bestattet
- Ivo Zeiger (1898–1952), Theologe und Jesuit, hier bestattet
- Albert Keller (1932–2010), Jesuit, Hochschullehrer, Sprachphilosoph, verlegte die Hochschule nach München in die Kaulbachstraße, hier beigesetzt.